# Feuerwehrgesetz (Österreich)
Die Feuerwehrgesetze fallen in Österreich wie das gesamte Feuerwehrwesen in die Kompetenz der Bundesländer. Damit fällt auch die entsprechende Gesetzgebung in diese Gesetzgebungsebene.
Bundesländermäßig verschieden ist der Umfang der Gesetze. Während in einigen Bundesländern das Gesetz nur die Feuerwehren selbst betrifft, ist in anderen Bundesländern auch der Vorbeugende Brandschutz und die Mithilfe der Allgemeinheit darin geregelt.
In allen Feuerwehrgesetzen werden die Organisationsformen der Feuerwehren im jeweiligen Bundesland grundsätzlich festgelegt. Aus diesen Gesetzen können in der Folge Verordnungen ebenso vom Bundesland oder einzelner Gemeinden resultieren, die die Allgemeinheit betreffen. Dies sind vor allem Vorschriften, die den Vorbeugenden Brandschutz betreffen, vor allem wie die Feuerbeschau durchzuführen ist. Nicht betroffen ist der Brandschutz auf dem baulichen Sektor oder im gewerblichen Bereich. Ebenso nicht enthalten sind Vorschriften für den Katastrophenfall. Diese sind in separaten Katastrophenschutzgesetzen geregelt.
Vorschriften, die aus dem jeweiligen Gesetzen resultieren, die nur die Feuerwehren selbst betreffen, werden von den jeweiligen Landesfeuerwehrverbänden beschlossen.

## Übersicht über die Feuerwehrgesetze in den einzelnen Bundesländern
| Bundesland       | Gesetz                                                       | Betrifft            |
| ---------------- | ------------------------------------------------------------ | ------------------- |
| Burgenland       | Bgld. Feuerwehrgesetz vom 26. Mai 1994                       | Gesamte Bevölkerung |
| Kärnten          | Kärntner Feuerwehrgesetz (K-FWGb) vom Jänner 2022            | Feuerwehrwesen      |
| Niederösterreich | NÖ Feuerwehrgesetz 2015 (NÖ FG) von 2015                     | Gesamte Bevölkerung |
| Oberösterreich   | Oberösterreichisches Feuerwehrgesetz 2015 - (Oö. FWG 2015)   | Feuerwehrwesen      |
| Salzburg         | Salzburger Feuerwehrgesetz LgBl 59/1978                      | Feuerwehrwesen      |
| Steiermark       | Steiermärkisches Feuerwehrgesetz – StFWG (13. Dezember 2011) | Feuerwehrwesen      |
| Tirol            | Landes-Feuerwehrgesetz vom 2. Oktober 2001                   | Feuerwehrwesen      |
| Vorarlberg       | Feuerpolizeiordnung von 1949                                 | Gesamte Bevölkerung |
| Wien             | Wiener Feuerwehrgesetz B420-000 vom 17. Mai 1957             | Feuerwehrwesen      |

## Geschichte
Vorgänger der Feuerwehrgesetze waren schon Feuerlöschordnungen in einer Zeit, in der von organisierten Feuerwehren keine Rede war. Die ältesten bisher bekannten Feuerlöschordnungen stammen von 1221 aus Wien sowie von 1222 aus Enns.
Im Jahr 1722 erließ Kaiser Karl VI. die Löschordnung für das Herzogtum Steiermark und die innerösterreichischen Lande. Während die Theresianische Feuerordnung sich wieder hauptsächlich auf Wien bezog, gab ihr Sohn Joseph II. 1782 die Josephinische Feuerordnung für die Landstädte und für das offene Land in Niederösterreich heraus:
Diese Verordnung wurde in der Folge zwischen 1785 und 1797 für alle Kronländer gültig. In dieser jährlich mehrmals verlesenen Feuerordnung wurde vor allem auf die Feuerbeschau Wert gelegt. Aber auch Löschhinweise, sowie die Möglichkeit Löschgeräte vorschreiben zu können, sind in der Verordnung enthalten.
In der zweiten Hälfte des 19. Jahrhunderts entstanden im Zuge der Österreichischen Feuerwehrtage für alle Kronländer Cisleithaniens Feuerpolizei-Ordnungen. Allerdings dauerte dies eine ganze Weile:
- 1. Juni 1870 im Erzherzogtum Niederösterreich
- 16. Dezember 1872 in der Markgrafschaft Mähren
- 2. Februar 1873 im Herzogtum Ober- und Niederschlesien
- 7. Februar 1873 im Erzherzogtum Oberösterreich
- 25. Mai 1876 im Herzogtum Böhmen
- 10. November 1880 im Herzogtum Salzburg
- 13. April 1881 im österreichisch-illyrischen Küstenland
- 15. September 1881 im Herzogtum Krain
- 28. November 1881 in der gefürsteten Grafschaft Tirol
- 23. Juni 1886 im Herzogtum Steiermark
- 18. Februar 1888 im  Land Vorarlberg
- 10. Februar 1901 im Herzogtum Galizien
- 20. März 1901 im Herzogtum Kärnten